# Порту-Гранди
Порту-Гранди (порт. Porto Grande) — муниципалитет в Бразилии, входит в штат Амапа. Составная часть мезорегиона Юг штата Амапа. Входит в экономико-статистический микрорегион Макапа. Население составляет 16 809 человек на 2010 год. Занимает площадь 4425,09 км². Плотность населения — 3,80 чел./км².

Порту-Гранди на карте штата.

Покровителем города считается Богоматерь Бразильская.
Праздник города — 13 мая.

## История
Город основан в 1992 году.

## Границы
Муниципалитет Порту-Гранди граничит
- на северо-востоке —  муниципалитет Феррейра-Гомис
- на юго-востоке —  муниципалитет Макапа
- на юге —  муниципалитет Сантана
- на юго-западе —  муниципалитет Мазаган
- на западе —  муниципалитет Педра-Бранка-ду-Амапари

## Демография
Согласно сведениям, собранным в ходе переписи 2010 г. Национальным институтом географии и статистики (IBGE), население муниципалитета Порту-Гранди составляет
| Полное население                               | Полное население                               | Полное население                               | Полное население                               | 16 809 |
| ---------------------------------------------- | ---------------------------------------------- | ---------------------------------------------- | ---------------------------------------------- | ------ |
| в том числе                                    | Городское население                            | 10 809                                         | Процент городского населения, %                | 64,30  |
|                                                | Сельское население                             | 6000                                           | Процент сельского населения, %                 | 35,70  |
|                                                | Мужское население                              | 8872                                           | Процент мужского населения, %                  | 52,78  |
|                                                | Женское население                              | 7937                                           | Процент женского населения, %                  | 47,22  |
| Плотность населения, чел/км²                   | Плотность населения, чел/км²                   | Плотность населения, чел/км²                   | Плотность населения, чел/км²                   | 3,80   |
| Население муниципалитета в % к населению штата | Население муниципалитета в % к населению штата | Население муниципалитета в % к населению штата | Население муниципалитета в % к населению штата | 2,51   |

По данным оценки 2015 года, население муниципалитета составляет 19 669 жителей.

## Важнейшие населенные пункты
| № | Населённый пункт | Населённый пункт (порт.) | Категория | Население чел. (2010) (место среди н.п. штата) | На карте                       |
| - | ---------------- | ------------------------ | --------- | ---------------------------------------------- | ------------------------------ |
| 1 | Порту-Гранди     | Porto Grande             | город     | 10 809 (5)                                     | 0°42′16″ с. ш. 51°24′17″ з. д. |
| 2 | Купиши           | Cupixi                   | поселок   | 512 (39)                                       | 0°37′09″ с. ш. 51°46′12″ з. д. |

## Статистика
- Валовой внутренний продукт на 2004 год составляет 81 919 000,00 реалов (данные: Бразильский институт географии и статистики).
- Валовой внутренний продукт на душу населения на 2004 год составляет 6198,00 реалов (данные: Бразильский институт географии и статистики).

## География
Климат местности: экваториальный.